# 36. rozdanie nagród Złotych Malin
36. rozdanie nagród Złotych Malin za rok 2015. Pełna lista nominacji została ogłoszona 13 stycznia 2016 roku, gala wręczenia nagród odbędzie się 27 lutego, na dzień przez 88. ceremonią wręczenia Oscarów.
Najwięcej nominacji – po sześć – zdobyły filmy  Pięćdziesiąt twarzy Greya, Jupiter: Intronizacja, Oficer Blart w Las Vegas i Piksele. Najwięcej statuetek przypadło Pięćdziesięciu twarzom Greya, które zostały uznane najgorszym filmem roku ex aequo z Fantastyczną Czwórką.

## Nominowani

### Najgorszy film
- Fantastyczna Czwórka
- Pięćdziesiąt twarzy Greya
  - Jupiter: Intronizacja
  - Oficer Blart w Las Vegas
  - Piksele

### Najgorszy aktor
- Jamie Dornan – Pięćdziesiąt twarzy Greya
  - Johnny Depp – Bezwstydny Mortdecai
  - Kevin James – Oficer Blart w Las Vegas
  - Adam Sandler – Magik z Nowego Jorku, Piksele
  - Channing Tatum – Jupiter: Intronizacja

### Najgorsza aktorka
- Dakota Johnson – Pięćdziesiąt twarzy Greya
  - Katherine Heigl – Nie ma jak w piekle
  - Mila Kunis – Jupiter: Intronizacja
  - Jennifer Lopez – Chłopak z sąsiedztwa
  - Gwyneth Paltrow – Bezwstydny Mortdecai

### Najgorszy aktor drugoplanowy
- Eddie Redmayne – Jupiter: Intronizacja
  - Chevy Chase – W nowym zwierciadle: Wakacje, Jutro będzie futro 2
  - Josh Gad – Piksele, Polowanie na drużbów
  - Kevin James – Piksele
  - Jason Lee – Alvin i wiewiórki: Wielka wyprawa

### Najgorsza aktorka drugoplanowa
- Kaley Cuoco-Sweeting – Alvin i wiewiórki: Wielka wyprawa, Polowanie na drużbów
  - Rooney Mara – Piotruś. Wyprawa do Nibylandii
  - Michelle Monaghan – Piksele
  - Julianne Moore – Siódmy syn
  - Amanda Seyfried – Piotruś. Wyprawa do Nibylandii, Kochajmy się od święta

### Najgorszy reżyser
- Josh Trank – Fantastyczna Czwórka
  - Andy Fickman – Oficer Blart w Las Vegas
  - Tom Six – Ludzka stonoga 3
  - Sam Taylor-Johnson – Pięćdziesiąt twarzy Greya
  - Lana i Andy Wachowscy – Jupiter: Intronizacja

### Najgorsze ekranowe połączenie
- Jamie Dornan i Dakota Johnson – Pięćdziesiąt twarzy Greya
  - Czworo „fantastycznych” – Fantastyczna Czwórka
  - Johnny Depp i doklejone wąsy – Bezwstydny Mortdecai
  - Kevin James i jego segway albo doklejone wąsy – Oficer Blart w Las Vegas
  - Adam Sandler i dowolna para butów – Magik z Nowego Jorku

### Najgorszy scenariusz
- Pięćdziesiąt twarzy Greya
  - Fantastyczna Czwórka
  - Jupiter: Intronizacja
  - Oficer Blart w Las Vegas
  - Piksele

### Najgorszy prequel, sequel, remake lub plagiat
- Fantastyczna Czwórka
  - Alvin i wiewiórki: Wielka wyprawa
  - Jutro będzie futro 2
  - Ludzka stonoga 3
  - Oficer Blart w Las Vegas

### Odkupienie za Złotą Malinę (The Razzie Redeemer Award)
- Sylvester Stallone (zdobywca dziewięciu Złotych Malin za Małych agentów 3, Specjalistę, Stój, bo mamuśka strzela, Rambo II, Rambo III, Rocky’ego IV, Kryształ górski i najgorszego aktora lat 80[3], doceniony za rolę w Creedzie: Narodzinach legendy)
  - Elizabeth Banks (zdobywczyni Złotej Maliny za reżyserię Movie 43[4], doceniona za wiele udanych ról filmowych w 2015 roku)
  - M. Night Shyamalan (zdobywca sześciu Złotych Malin za Kobietę w błękitnej wodzie, Zdarzenie i Ostatniego władcę wiatru[5], doceniony za Wizytę)
  - Will Smith (zdobywca trzech Złotych Malin za 1000 lat po Ziemi i Bardzo dziki zachód[6], doceniony za Wstrząs)